# 綾戸バイパス
綾戸バイパス（あやどバイパス）は、群馬県の渋川市から同県沼田市に至る、計画中の国道17号のバイパス道路である。
現在の路線が川に沿った急峻な地形のため、落石の危険やカーブでの事故の危険性が高く、安全確保が必要であるため計画された。現在、調査・設計および工事段階で供用区間はない。
2009年(平成21年)3月、事業執行の当面見合わせが決定されたが、2009年7月下旬に事業の再開が決定された。
2024年(令和6年)時点で、調査設計、用地買収および改良工事、橋梁下部工事を進めている。

## 計画概要
- 起点：群馬県渋川市上白井
- 終点：群馬県沼田市岩本町
- 全長：2.3 km
- 規格：第3種2級
- 道路幅員
  - 一般部：25.0 m
  - トンネル部：21.5 m
  - 橋梁部：22.5 m
- 車線数：4車線
- 車線幅員：3.5 m
- 設計速度：60 km/h

## 歴史

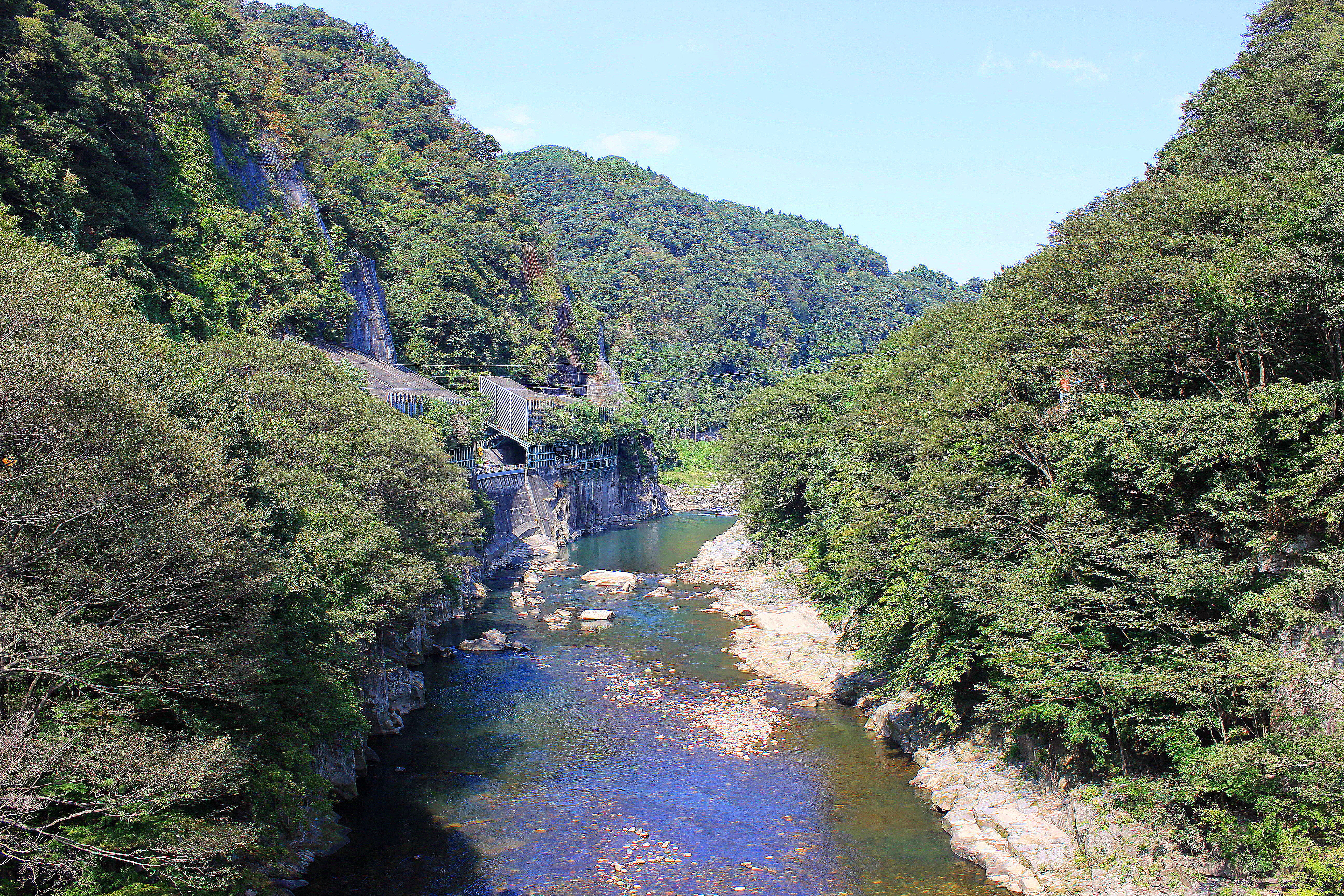
綾戸渓谷

ここでは綾戸渓谷沿いの道路の歴史について記述する。
現在の綾戸隧道の利根川側に弘化3年（1846年）7月、沼田の金剛院住職江舟がげんのうを使い岩盤をくり抜いて「穴道」と呼ばれる隧道を造った。この隧道は延長が17 m、幅が2.4 m、高さが2.4 mと人が通れる程度の大きさであった。
明治になり高崎・長岡間の清水新道工事が幅6.36 mでできたが、これにより綾戸渓谷の「穴道」を通らず白井寄桜木から利根川を渡り、棚下を経由し利根川を渡るルートに変更された。その後再び穴道ルートをたどる道が整備され、穴道の山側に綾戸隧道が完成、1 km渋川寄りに綾桜隧道と綾桜橋が1901年（明治34年）10月に開通した。
1961年（昭和36年）、沼田ダムなどの将来構想に対応し綾戸・綾桜道路1,320 mの現道拡幅が計画された。工事は1962年（昭和37年）8月、綾戸側から着手し現道の交通を確保しながら行われた。1車線分の幅員であった綾桜隧道は開削され切土面に3段の擁壁が施工された。綾桜橋付近は山側に入り込んだ線形で拡幅が困難であったため、函渠と河川側に擁壁を施工して線形を改良した。綾戸橋付近は川幅が狭く岩盤が切り立っているため川側の岩盤から扶壁式擁壁で施工し、更に幅員を確保できない所では張り出し梁を施工した。綾戸隧道も1車線分の幅員しかない素掘りの隧道であった。東京側の坑口を広げるために発破したところ切削線より大幅に崩落し、通行不能となってしまった。急きょ子持村鯉沢から中之条経由で沼田市鷺石橋までの37 kmを迂回道路とし、通勤者のために利根川河川敷を迂回路として施工し乗客をマイクロバスにて輸送した。復旧には1か月を要した。これらの困難な工事の末1964年（昭和39年）3月に舗装工事が完了した。その後落石防護柵が施工されている。
1992年（平成4年）には、綾戸地区の落石災害の解消、線形不良、視距確保のために、延長2.3 kmの綾戸バイパスが新たに計画され事業化された。群馬県道255号下久屋渋川線とのアクセスなどを検討しながら現在設計を行っている。
なお、現道については綾戸防災対策事業として落石対策、落石センサーやカメラを備えた落石監視システムを2002年（平成14年）に設置している。